# Эклс (тауншип, Миннесота)
Эклс (англ. Eckles) — тауншип в округе Белтрами, Миннесота, США. На 2000 год его население составило 1033 человека.

## География
По данным Бюро переписи населения США площадь тауншипа составляет 83,6 км², из которых 81,9 км² занимает суша, а 1,6 км² — вода (1,89 %).

## Демография
По данным переписи населения 2000 года здесь находились 1033 человека, 368 домохозяйств и 274 семьи.  Плотность населения —  12,6 чел./км².  На территории тауншипа расположено 379 построек со средней плотностью 4,6 построек на один квадратный километр. Расовый состав населения: 84,61 % белых, 0,10 % афроамериканцев, 10,94 % коренных американцев, 0,10 % азиатов, 0,10 % — других рас США и 4,16 % приходится на две или более других рас. Испанцы или латиноамериканцы любой расы составляли 1,74 % от популяции тауншипа.
Из 368 домохозяйств в 41,8 % воспитывались дети до 18 лет, в 54,9 % проживали супружеские пары, в 15,5 % проживали незамужние женщины и в 25,5 % домохозяйств проживали несемейные люди. 18,2 % домохозяйств состояли из одного человека, при том 5,4 % из — одиноких пожилых людей старше 65 лет. Средний размер домохозяйства — 2,81, а семьи — 3,15 человека.
33,0 % населения — младше 18 лет, 11,7 % — в возрасте от 18 до 24 лет, 27,4 % — от 25 до 44, 19,7 % — от 45 до 64, и 8,2 % — старше 65 лет. Средний возраст — 29 лет. На каждые 100 женщин приходилось 100,6 мужчин.  На каждые 100 женщин старше 18 приходилось 89,6 мужчин.
Средний годовой доход домохозяйства составлял 29 000 долларов, а средний годовой доход семьи —  36 094 доллара. Средний доход мужчин —  28 182  доллара, в то время как у женщин — 22 404. Доход на душу населения составил 13 462 доллара. За чертой бедности находились 14,0 % семей и 17,1 % всего населения тауншипа, из которых 20,9 % младше 18 и 11,5 % старше 65 лет.